# Saulo Barreto Lima Fernandes

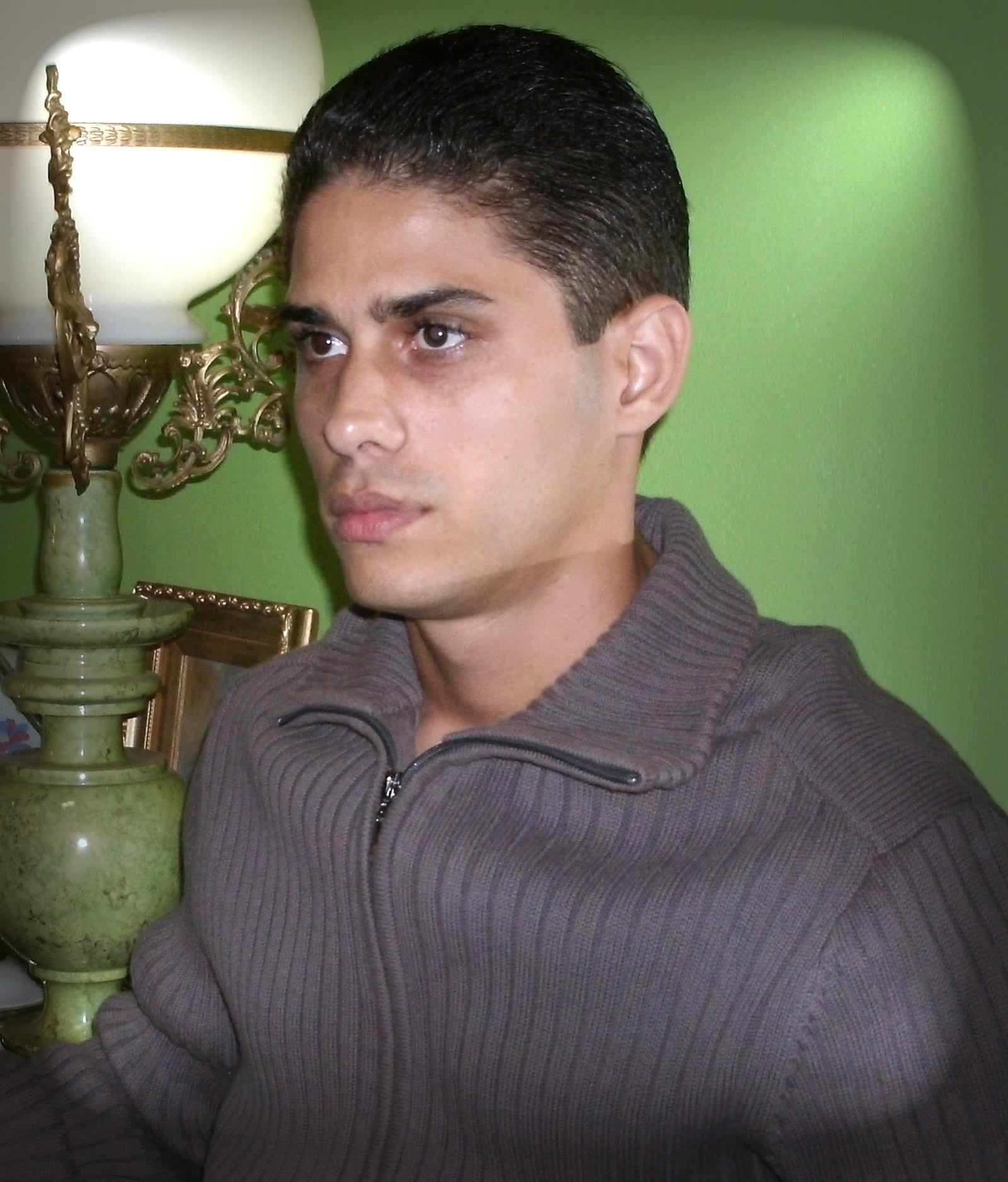
Saulo Barreto Lima

Saulo Barreto Lima Fernandes (Teresina, 17 de maio de 1983) é um escritor, professor, pesquisador. Com uma formação multidisciplinar que abrange Direito, Ciências Sociais, História e Letras, Fernandes tem uma produção intelectual diversificada, incluindo obras literárias, ensaios, artigos académicos e biografias. A sua trajetória é marcada pela participação ativa em instituições culturais e pela conquista de diversos prémios literários.

## Biografia

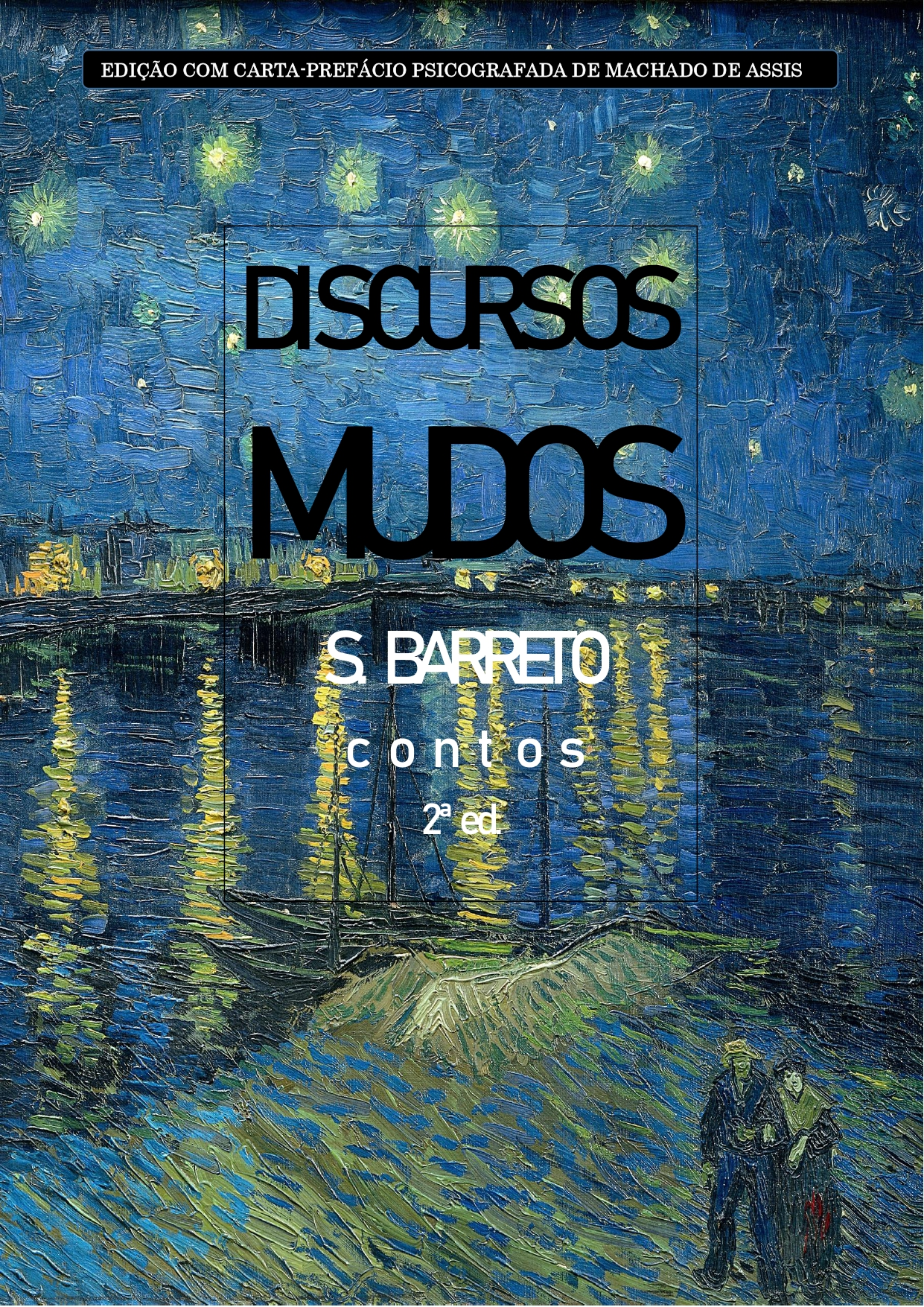
Um de seus melhores livros. conta com uma carta "psicografada" de Machado de Assis

Barreto é filho de Charles Arnaud Pires Fernandes e Maria Cesarina Barreto Lima Fernandes. Reside atualmente em São Luís, Maranhão. Desde cedo, demonstrou interesse pelas letras e pela investigação académica, o que o levou a seguir uma carreira multifacetada que combina a escrita literária e científica com a docência.

## Formação Académica
A trajetória académica de Saulo Barreto Lima Fernandes é marcada pela diversidade de áreas do conhecimento. Concluiu a graduação em Direito pela Universidade Ceuma (UNICEUMA) em 2013, tendo sido aprovado no XXI Exame de Ordem. Posteriormente, obteve a Licenciatura e o Bacharelado em Ciências Sociais (com habilitações em Antropologia, Sociologia e Ciência Política) pela Universidade Estadual do Maranhão (UEMA). Complementou a sua formação com uma Licenciatura em História pela Universidade Federal do Maranhão (UFMA). Em 2024, concluiu o Mestrado em Letras (Teoria Literária) pela UEMA, com a dissertação intitulada "POR UMA AUTOBIOGRAFIA INTELECTUAL: A TRAJETÓRIA E O FAZER LITERÁRIO NOS DIÁRIOS DE JOSUÉ MONTELLO", sob orientação de Douglas Rodrigues de Sousa. Além das formações principais, Fernandes realizou diversos cursos de formação complementar em áreas como Direito Constitucional, Serviços Imobiliários, Roteiro, Direção e Produção Executiva para audiovisual.

## Carreira Profissional e Atuação Intelectual
Saulo Barreto Lima Fernandes desenvolveu atividades profissionais em diversas instituições. Atuou na Fundação Municipal de Cultura de São Luís (FUNC), onde trabalhou na logística e coordenação de edições da Feira do Livro de São Luís (6ª, 7ª e 8ª edições, entre 2012 e 2014). Também foi Educador Social na Secretaria Municipal de Educação de São Luís (SEMED) de 2009 a 2016. Entre 2019 e 2022, trabalhou como Agente de Mapeamento e Pesquisa no Instituto Brasileiro de Geografia e Estatística (IBGE). Academicamente, esteve vinculado à Universidade Estadual do Maranhão (UEMA) durante o seu mestrado (2022-2024), período em que foi bolseiro da instituição. Fernandes também contribui como parecerista ad hoc para periódicos académicos, como a revista MIGUILIM - Revista Eletrônica do NETLLI.
É membro de diversas instituições culturais, destacando-se a Sociedade de Cultura Latina do Maranhão, a Academia Interamericana de Escritores (AINTE) e a Academia Internacional de Literatura Brasileira (AILB). A sua atuação abrange as áreas do Direito, Ciência Política, História, Teoria Literária e Educação, com foco em Relações Étnico-Raciais.

## Prémios e Reconhecimentos
Ao longo da sua carreira, Saulo Barreto Lima Fernandes recebeu diversos prémios e reconhecimentos pelo seu trabalho literário e académico. Entre eles, destacam-se:
- 1º lugar no XV Concurso Literário Internacional de Poesias, Contos e Crônicas da ALPAS-M21 (2011)
- 1º lugar no I Concurso de Resenhas do Sindicato dos Escritores do Distrito Federal (2014)
- Diversas menções honrosas e destaques literários em concursos nacionais e internacionais
- Votos de congratulações e aplausos de Câmaras Municipais (Sobral/CE, Fortaleza/CE)
- Voto de Congratulações da Assembleia Legislativa do Estado do Ceará (2020)
- Medalha 180 Anos de Nascimento Brigadeiro Tibúrcio do Instituto Literário Viçosense (2017)
- Reconhecimento na 19ª edição do Prémio FAPEMA de Inovação, Desenvolvimento e Sustentabilidade para o Maranhão (2024)

## Obras Publicadas

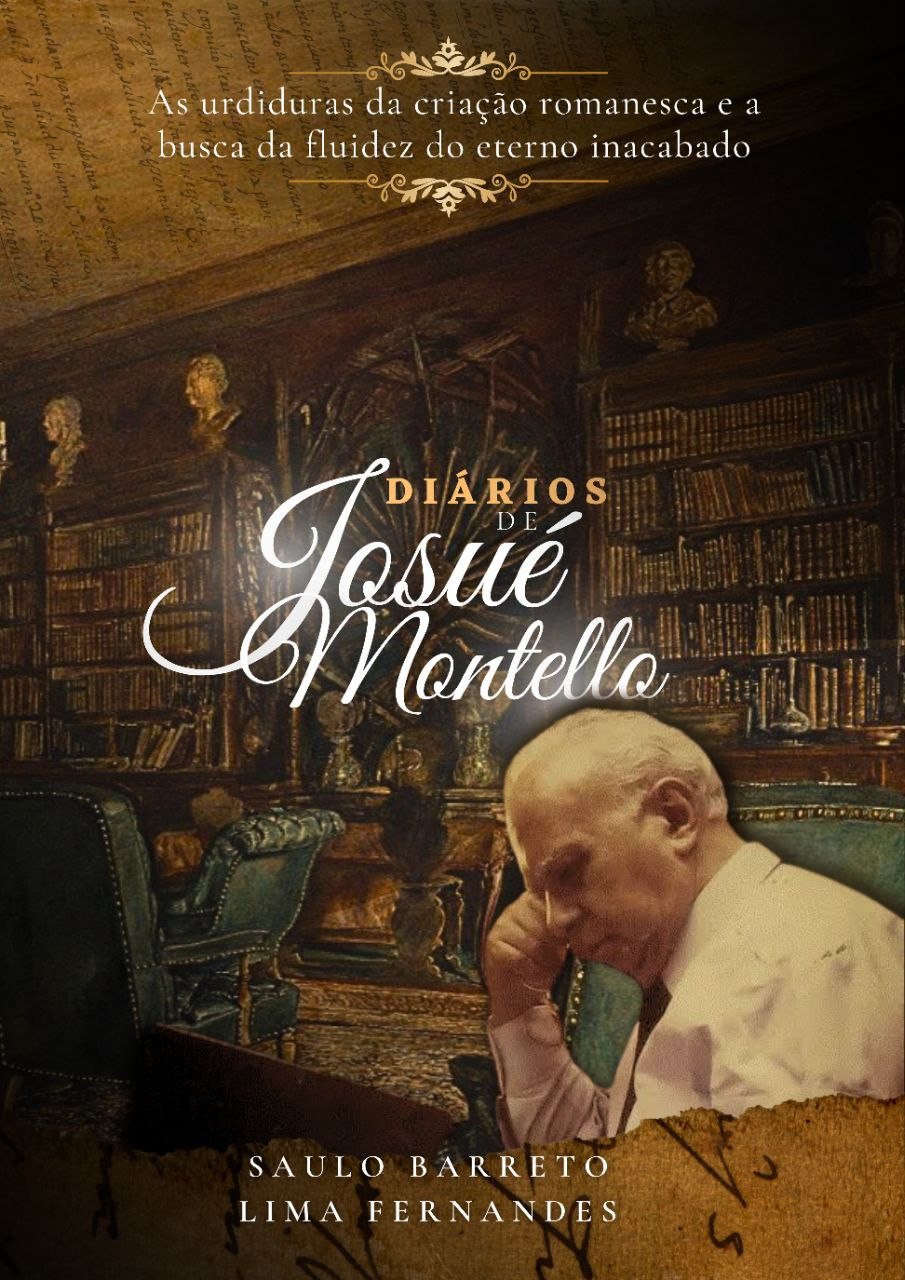
Dissertação de Mestrado

A produção bibliográfica de Saulo Barreto Lima Fernandes é extensa e abrange diferentes géneros e áreas. Além dos livros, possui dezenas de artigos publicados em periódicos científicos nacionais e internacionais, capítulos de livros e textos em jornais e revistas.

### Como Autor Principal

Uma Vida Perfeita e outros contos

- Uma Vida Perfeita e outros contosDiários de Josué Montello: as urdiduras da criação romanesca e a busca da fluidez do eterno inacabado (1ª ed., São Paulo: Uiclap, 2025, 215 p.)
- Escritos Avulsos: prefácios, resenhas, artigos, críticas, notas e outros devaneios (1ª ed., São Paulo: UICLAP, 2024, 142 p.)
- George Orwell contra o Totalitarismo (1ª ed., São Paulo: UICLAP, 2024, 115 p.)
- Uma vida perfeita e outros contozinhos (2ª ed., São Paulo: UICLAP, 2024, 112 p.) [1ª ed. Pará de Minas - MG: VIRTUALBOOKS EDITORA, 2019, 137 p.]
- Escandescências: crônicas reunidas (1ª ed., São Paulo: UICLAP, 2023, 155 p.)
- O Circo e Outros Contos (2ª ed., São Paulo: UICLAP, 2023, 143 p.)
- Marx: Estado, Direito e Ideologia (1ª ed., Cerqueira César/SP: FILOS Editora, 2020, 111 p.)
- Pecados consolados (1ª ed., Pará de Minas - MG: VIRTUALBOOKS EDITORA, 2015, 95 p.)
- ARTIGO XVII: Um Livro de Quase Crônicas (1ª ed., Pará de Minas - MG: VIRTUALBOOKS EDITORA, 2014, 70 p.)
- ARTIGUELHOS (1ª ed., Pará de Minas - MG: VIRTUALBOOKS EDITORA, 2014, 107 p.)

### Em Coautoria (com C. B. Lima)
- General Flamarion Barreto Lima: Partenon da Cidadania (1ª ed., Fortaleza: RDS, 2020, 236 p.)
- Virgílio Távora: o estadista cearense (1ª ed., 2019, 280 p.)
- O príncipe do norte: a lenda Chagas Barreto Lima (1ª ed., Fortaleza: RDS, 2018, 208 p.)
- Padre José Palhano de Sabóia: Santo, semideus ou cavaleiro do apocalipse? (2ª ed., Fortaleza: RDS, 2017, 416 p.)
- O Contador de Histórias Navegando Nas Memórias (1ª ed., Fortaleza: Premius Editora, 2015, 272 p.)
- O Poeta do Becco uma Viagem no Tempo (1ª ed., Fortaleza: Premius Editora, 2014, 200 p.)

Livro de contos no prelo. Lançamento em 2025.

### Como Organizador

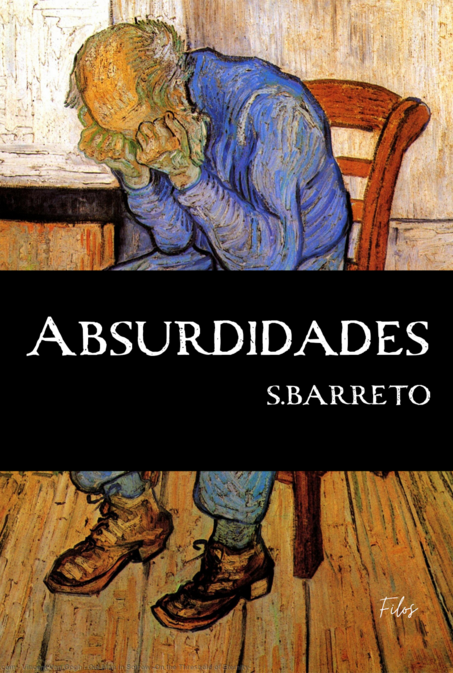
Absurdidades - Contos existencialistas

- Absurdidades - Contos existencialistasGuerra do Paraguai, Formação da Nacionalidade Brasileira e Fatores Psicossociais Sul-Americanos (1ª ed., São Paulo: UICLAP, 2024, 214 p.)
- José Coriolano: poesias selecionadas (1ª ed., São Paulo: BURITI, 2024, 269 p.)
- JOSÉ CORIOLANO: Prosa Completa e Poesias inéditas (São Paulo: UICLAP, 2021)
- 108 Poesias de José Coriolano de Souza Lima (1ª ed., Rio de Janeiro - RJ: EDITORA MULTIFOCO, 2015, 360 p.)